# 帕龍湖

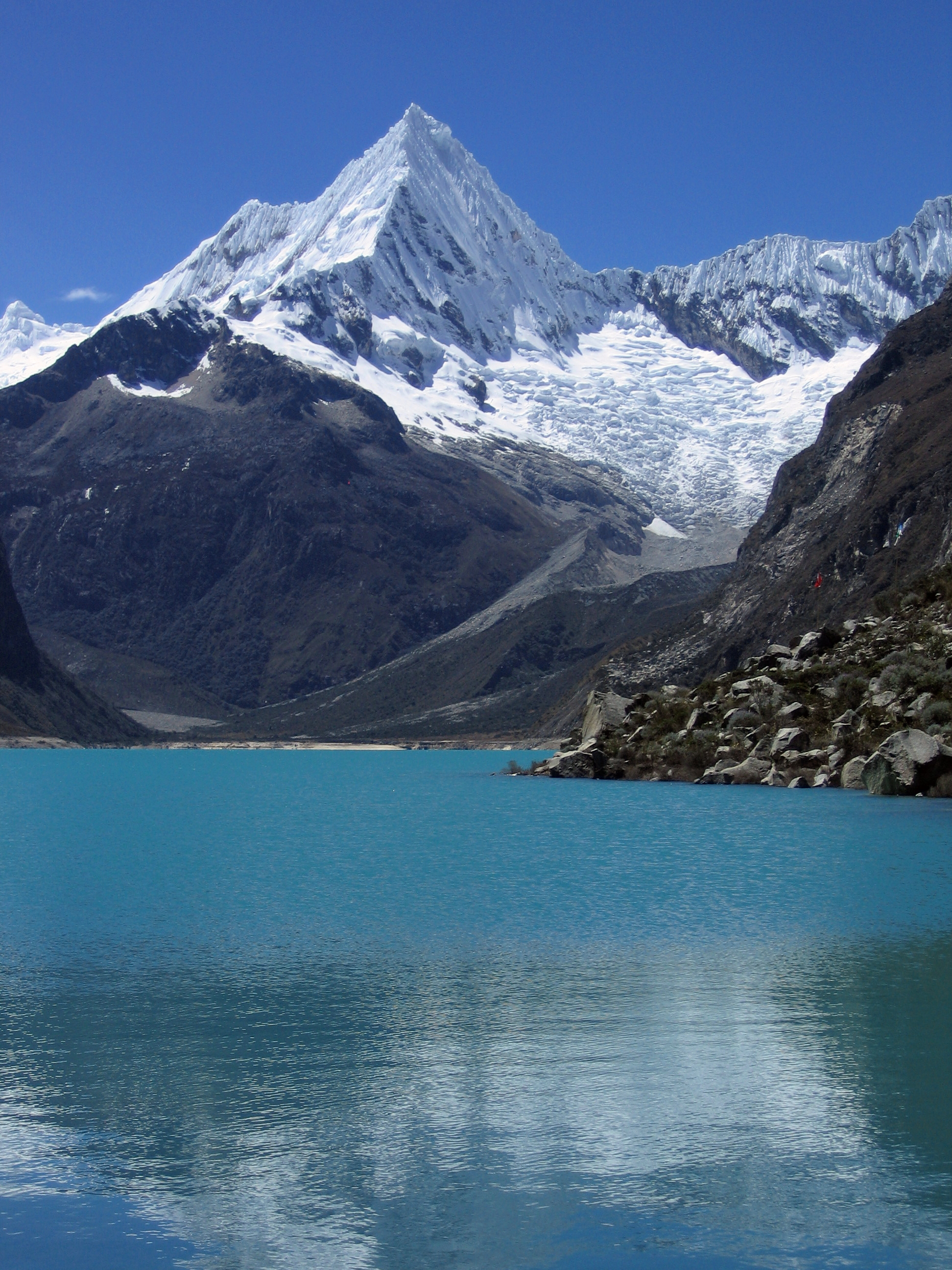

8°59′30″S 77°41′00″W / 8.99167°S 77.68333°W
帕龍湖（西班牙語：Laguna Parón），是秘魯的湖泊，位於該國北部安卡什大區，處於卡拉斯以東32公里的安第斯山脈地區，長3.7公里、寬0.7公里，平均水深75米，海拔高度4,155米。